# Steffen Agnetti
Steffen Agnetti (geb. Kolb, * 7. September 1973 in Waiblingen) ist ein ehemaliger deutscher Leichtathlet, der 1996 und 1997 Deutscher Meister über 400 Meter Hürden wurde.

## Karriere
Steffen Agnetti, bzw. Steffen Kolb (bis zu seiner Heirat 2016), begann seine Karriere bei der TG Schwenningen unter seinem Heimtrainer Alfred Siegle. Er begann mit dem Mehrkampf, entdeckte aber schon früh sein Talent für den Hürdenlauf. In den Jugendklassen B und A lief er sowohl die 110 Meter Hürden als auch die 300 bzw. 400 Meter Hürden. Im letzten A-Jugendjahr konzentrierte er sich dann ausschließlich auf die 400-Meter-Hürden-Strecke. Er wurde in seiner Zeit bei der TG Schwenningen zweimal Deutscher Juniorenmeister über 400 Meter Hürden und qualifizierte sich 1992 für die Juniorenweltmeisterschaften in Seoul, bei denen er im Endlauf den 5. Platz belegte.
Im Jahr 1995 wechselte er zur LG Offenburg, wo er bis zu seinem Karriereende von Thomas Bürkle trainiert wurde. In den Jahren 1996 und 1997 wurde er jeweils Deutscher Meister über die 400-Meter-Hürden-Distanz in der Männerklasse. In den beiden Folgejahren wurde er noch zweimal Deutscher Vizemeister und bei seinen letzten Deutschen Meisterschaften im Jahr 2000 gewann er die Bronzemedaille. Dieser Wettkampf war gleichzeitig der letzte seiner Karriere.
Seinen ersten internationalen Einsatz in der Männerklasse hatte er beim Europacup 1996 in Madrid, wo er mit dem deutschen Team die Nationenwertung gewann. Es folgten 1998 und 2000 noch zwei weitere Teilnahmen beim Europacup. Seine Bestzeit über 400 Meter Hürden erzielte er beim Europacup 1998 in St. Petersburg, wo er als Drittplatzierter 49,43 s lief. Mit dieser Zeit qualifizierte er sich auch für die im selben Jahr stattfindenden Europameisterschaften in Budapest. Dort schied er im Vorlauf aus. In der europäischen Bestenliste belegte er am Ende der Jahres 1998 den 14. Platz.
Ebenfalls 1998 wurde er für den Weltcup in Johannesburg nominiert, wo er den 6. Platz belegte. Außerdem wurde er in diesem Jahr zum Golden League Meeting „Weltklasse Zürich“ eingeladen.
Einen weiteren internationalen Erfolg erzielte er im Jahre 1999, in dem er als Deutscher Hochschulmeister für die Studenten-WM (Universiade) nominiert wurde. Über 400 Meter Hürden erreichte er dabei das Halbfinale. Außerdem wurde er noch in der 4-mal-400-Meter-Staffel eingesetzt, mit der er sich für den Endlauf qualifizierte und dort den 4. Platz belegte.
Mittlerweile unterrichtet er als Sport- , Gemeinschaftskunde- und Französischlehrer an einem Gymnasium in Kirchzarten.

### Bestzeiten
- Bestzeit 400 m Hürden: 49,43 s, badischer Rekord[5][6]

### Erfolge
Junioren
- 5. Platz Juniorenweltmeisterschaften, Seoul 1992
- Deutscher Juniorenmeister 1993 und 1994

Männer, national
- Deutscher Meister über 400 m Hürden 1996 und 1997
- Deutscher Vizemeister 1998 und 1999
- 3. Platz Deutsche Meisterschaften 2000
- Deutscher Hochschulmeister 1999

Männer, internationale Einsätze
- 3. Platz Europacupfinale, St. Petersburg 1998[7]
- 6. Platz Europacupfinale, Madrid 1996
- 7. Platz Europacupfinale, Gateshead 2000
- 6. Platz Weltcup, Johannesburg 1998[8]
- Teilnahme an den Europameisterschaften, Budapest 1998, 400 m Hürden
- 4. Patz mit der 4 × 400-m-Staffel, Halbfinale 400 m Hürden, Universiade, Palma de Mallorca 1999
- Teilnahme am Golden-League Meeting „Weltklasse Zürich“ 1998[9]